# Internationale Astronomie-Olympiade
Die Internationale Astronomie-Olympiade (IAO) ist ein internationaler Schülerwettbewerb, bei dem theoretische oder praktische Arbeiten aus der Astronomie vorgestellt und die besten von einer Fachjury prämiert werden. Die Teilnehmer können 15 bis 20 Jahre alt sein und Gruppen von maximal fünf Schülern bilden. Als Teamleiter können ein oder zwei Fachastronomen fungieren. Gegründet wurde die IAO im Jahr 1996 von der Eurasischen Astronomischen Gesellschaft. Deutschland und Österreich nehmen nicht an der IAO teil, die Schweiz seit 2007.
Die IAO ist nicht zu verwechseln mit der Internationalen Astronomie- und Astrophysikolympiade (IOAA), die sich 2007 von der IAO abgespalten hat und seither jährlich stattfindet.

## Ablauf und Organisation
Der Wettbewerb an sich besteht aus drei Runden. In der ersten beschäftigen sich die Teilnehmer mit theoretischen Problemen in der Astronomie und Astrophysik sowie in hypothetischen Situationen. In der zweiten Runde wird das Beobachten von Konstellationen behandelt. Die dritte Runde ist praktisch. Sie besteht aus dem Analysieren und Lösen von Problemen anhand von Daten und Beobachtungen.
Entschieden werden die Gewinner durch ein Leitungsgremium, genannt International Board (IB), das aus den Teamleitern von vorausgegangenen Wettkämpfen besteht. Diese dürfen nach ihrer Teilnahme für eine gewisse Zeit Mitglied dieses Gremiums sein. Abstimmungen finden stets nach einer freien Diskussion statt und werden durch eine Mehrheit entschieden. Der Vorstand der IOAA gilt als höchstes Mitglied und kann sich dementsprechend über Entscheidungen anderer Veranstalter hinwegsetzen.

## Ziel
Die Olympiade setzt sich folgende Ziele:
- die talentiertesten jungen Menschen für berufliche Karrieren im Bereich der Astronomie gewinnen
- astronomisches Wissen unter möglichst vielen Schülern verbreiten und die astronomische Ausbildung verbessern
- Anregung der Fantasie und Kreativität von Kindern
- den Geist der Korrektheit und Freundschaft pflegen

Deshalb sind die Runden keine Tests der Geschwindigkeit oder des Gedächtnisses oder des Wissens über formale Fakten und Daten, denn alle grundlegenden Daten und formalen Fakten werden den Schülern zur Verfügung gestellt. Bei der Bewertung der Lösungen der Teilnehmer stehen die Lösungswege im Vordergrund, während das korrekte Ergebnis bei der Bewertung nicht die entscheidende Rolle spielt.

## Teilnehmer
Die Schüler für IAO werden während nationaler Olympiaden und Camps der teilnehmenden Staaten ausgewählt. Regelmäßig sind Teams aus Armenien, Brasilien, Bulgarien, China, Estland, Indien, Indonesien, Italien, Korea, Litauen, Moskauer Land, Rumänien, Russland, Schweden, Serbien und Thailand dabei. Bangladesch, die Krim, der Iran, Kirgisistan, die Ukraine und Weißrussland nehmen nicht regelmäßig teil. Kroatien, Tschechien und Kasachstan haben sich in den letzten Jahren dem Wettbewerb angeschlossen. Die Vereinigten Staaten sind der IAO 2019 beigetreten.
Teilnahmebedingung sind, dass man Schüler oder Student ist. Die Wettkampfgruppen sind nach Alter aufgeteilt. Jugendliche unter 18 fallen in den Bereich Junior. Alle Teilnehmer über 18 sind in der Gruppe Jugend.

## Liste vergangener Wettbewerbe
| Nr.           | Jahr | Datum                      | Zeitzone    | Stadt                 | Land oder Gebiet    | Teilnehmende Länder | Beobachtende Länder |
| ------------- | ---- | -------------------------- | ----------- | --------------------- | ------------------- | ------------------- | ------------------- |
| I             | 1996 | 1.–9. November             | UT+3        | Nischni Archys        | Russland            | 4                   | 1                   |
| II            | 1997 | 21.–28. Oktober            | UT+4 / UT+3 | Nischni Archys        | Russland            | 4                   | -                   |
| III           | 1998 | 20.–27. Oktober            | UT+4 / UT+3 | Nischni Archys        | Russland            | 5                   | 1                   |
| IV            | 1999 | 25. September – 2. Oktober | UT+3        | Nautschnyj            | Krim                | 7                   | 2                   |
| V             | 2000 | 20.–27. Oktober            | UT+4        | Nischni Archys        | Russland            | 8                   | -                   |
| VI            | 2001 | 26. September –3. Oktober  | UT+3        | Nautschnyj            | Krim                | 7                   | 2                   |
| VII           | 2002 | 22.–29. Oktober            | UT+4 / UT+3 | Nischni Archys        | Russland            | 11                  | -                   |
| VIII          | 2003 | 2.–8. Oktober              | UT+2        | Stockholm             | Schweden            | 13                  | 2                   |
| IX            | 2004 | 1.–9. Oktober              | UT+3        | Simejis               | Krim                | 18                  | -                   |
| X             | 2005 | 25. Oktober – 2. November  | UT+8        | Peking                | Volksrepublik China | 15                  | 2                   |
| XI            | 2006 | 10.–19. November           | UT+5:30     | Mumbai                | Indien              | 16                  | 3                   |
| XII           | 2007 | 29. September – 7. Oktober | UT+3        | Simejis               | Krim                | 23                  | 1                   |
| XIII          | 2008 | 13.–21. Oktober            | UT+2        | Triest                | Italien             | 19                  | 1                   |
| XIV           | 2009 | 8.–16. November            | UT+8        | Hangzhou              | Volksrepublik China | 17                  | 1                   |
| XV            | 2010 | 16.–24. Oktober            | UT+3        | Sudak                 | Krim                | 19                  | -                   |
| XVI           | 2011 | 22.–30. September          | UT+6        | Almaty                | Kasachstan          | 19                  | 2                   |
| XVII          | 2012 | 16.–24. Oktober            | UT+9        | Gwangju               | Südkorea            | 20                  | 2                   |
| XVIII         | 2013 | 6.–14. September           | UT+3        | Vilnius               | Litauen             | 20                  | -                   |
| XIX           | 2014 | 12.–21. Oktober            | UT+6        | Bischkek, Cholpon-Ata | Kirgisistan         | 17                  | -                   |
| XX            | 2015 | 15.–23. Oktober            | UT+3        | Kasan                 | Russland            | 13                  | -                   |
| XXI           | 2016 | 5.–13. Oktober             | UT+3        | Smoljan, Pamporowo    | Bulgarien           | 16                  | -                   |
| XXII          | 2017 | 27. Oktober –4. November   | UT+8        | Weihai                | Volksrepublik China | 14                  | 1                   |
| XXIII         | 2018 | 6.–14. Oktober             | UT+5:30     | Colombo               | Sri Lanka           | 19                  | -                   |
| XXIV          | 2019 | 19.–27. Oktober            | UT+3 / UT+2 | Piatra Neamț          | Rumänien            | 20                  | -                   |
| XXV (IRAO)    | 2021 | 5.–13. November            | UT+1        | Mailand               | Italien             | 15                  | -                   |
| XXVI (IRAO)   | 2022 | 15.–13. Oktober            | UT+2 / UT+1 | Matera                | Italien             | 12                  | 1                   |
| XXVII (IRAO)  | 2023 | 6-14, November             |             | Beijing               | Chaina              |                     |                     |
| XXVIII (IRAO) | 2024 | 8-16, November             |             | Cox's Bazar           | Bangladesh          |                     |                     |